# Pružina
Pružina (hongrois : Barossháza) est un village de Slovaquie situé dans la région de Trenčín.

## Histoire
La première mention écrite du village date de 1271.

## Démographie

### Évolution de la population
| Année:               | 1994. | 2004.   | 2014.   | 2024.   |
| -------------------- | ----- | ------- | ------- | ------- |
| Nombre de personnes: | 1948  | 1917    | 2025    | 2113    |
| Différence:          |       | -1,59 % | +5,63 % | +4,34 % |

| Année:               | 2023. | 2024.   |
| -------------------- | ----- | ------- |
| Nombre de personnes: | 2093  | 2113    |
| Différence:          |       | +0,95 % |